# 达柳斯·亚当斯
达柳斯·安东尼·亚当斯（英語：Darius Anthony Adams，1989年4月17日—），生于伊利诺伊州，非裔美国篮球运动员，司职控球後衛，后来归化为保加利亚籍，2012年至2016年先后在委内瑞拉、多米尼加、乌克兰、法国、德国和西班牙的俱乐部效力。2016年7月加盟新疆飞虎。2017年4月，新疆队最终以4:0战胜广东东莞银行队夺得2016-17年中国男子篮球职业联赛总冠军，这是新疆队首次CBA夺冠，成为CBA历史上第六支总冠军球队。外援达柳斯·亚当斯也当选本届CBA总决赛MVP。2022年12月19日，福建鲟宣布與亚当斯完成签约。2023年12月亚当斯轉戰深圳烈豹。